# Coleorozena subnigra
Coleorozena subnigra är en skalbaggsart som först beskrevs av Schaeffer 1905.  Coleorozena subnigra ingår i släktet Coleorozena och familjen bladbaggar. Inga underarter finns listade i Catalogue of Life.